# パチンコ用語の一覧
パチンコ用語の一覧（ぱちんこようごのいちらん）は、パチンコで使用されている単語や業界用語を五十音順でまとめたもの。

## あ行
アウト
打ち込んだ玉のこと。
アタッカー
大当たりした時限定で一定時間開放される、大きい入賞口のこと。大入賞口とも呼ばれる。横長の蓋みたいなものが下に開く（機種によっては電チューのように左右に開閉するものなども存在する）ことで玉を拾い、1玉入賞する毎に概ね10〜15玉が払い出される。これを1カウントとし、最大10カウントまで入賞させるか、約30秒以内で最大10カウント入賞できなければ自動的に閉じられる。これを1ラウンドとし、最大16ラウンド（2018年2月の新基準以降は10ラウンド）継続する。昔の機種は殆どが台の一番下に取り付けられていたが、現在の機種は殆どが右打ちするようになっているため、右端に取り付けられているものが多い。なお、通常時（大当たり・小当たり以外）でここに玉が入ると不正行為と見做され大きな警報音が鳴る仕組みとなっている。
アレパチ
アレンジパチンコの略。通常のパチンコと違い16発を1ゲームとして行われる。また賞球は16×最大10となるが、2004年の風営法改正で廃止となる。

打ち止め
一定数以上の出玉が出た時に店側で遊技をストップする事。1980年代までの羽根モノに多く用いられたが、現在では羽根モノでも無制限営業が主流である。類義語として定量制がある。
一回交換
大当たり終了後に持ち玉をすべて交換する遊技スタイル。遊技を始めてから初大当たりが通常（単発）大当たりの際に、大当たり（〜チャンスタイム（時短））終了後に店側から強制終了させられ持ち玉をすべて交換させられる。一方、初大当たりが確変大当たりの場合は、確変が終了するまで、または遊技をやめるまで続けられる。但し、一回あたりの出玉が減った昨今ではこのようなスタイルはほとんど見られなくなっている。
一発告知
絵柄が揃う前に大当たりを告知すること。確変大当たりが確定する場合もある。主には京楽のPフラッシュやパトランプ告知がある。
一発台
特定の個所に球が入ることによって大量の出玉を得ることができる台。ほとんどの台が釘調整を行う事で定量数の打ち止めまで遊技ができた。射幸心の高さから1990年の風営法改正で廃止となる。詳しくはリンク先参照。
甘デジ
基本的に大当たり確率が100分の1前後の機種が呼ばれる事が多い。ただし、大当たり確率や賞球が控えめに作られているだけであって、基本はフルスペック・ミドルスペック版と変わりは無い。
ウエイトボタン
打ち出した玉を止めるためにあるボタン。通常はハンドルの左下の部分についている（親指で抑えることが可能）が、止め打ちなどの攻略に利用されることから位置が変わったり（2004年 - 2005年頃に採用していた京楽の台枠では、ウエイトボタンはハンドルにはなくその上にあり、人差し指か中指で止めるようになっていた）、店側がウエイトボタンを壊していた例も存在した。

## か行
回転率
パチンコ機の大当たり抽選が行われる回数の期待値。
パチンコ店側の指標としては、パチンコ玉を100発打ち出した時に始動口に入賞する数を示す「スタート」を主に用いる一方、遊技者の指標としては、一定金額（例：1000円）分のパチンコ玉を打ち切った時に始動口に入賞した数（回転数）を用いることが多い。
カウント
開いた電チューやアタッカーなどが閉じる条件の中の1つで1回開放した際の電チューやアタッカーの最高拾球数のこと（もう1つの条件は開放秒数）。当然、機種によって異なるが、デジパチタイプのアタッカーは9カウントが多い。つまり9個パチンコ玉が入ると電チューやアタッカーが閉じてしまう。
確率変動（確変）
当選確率を通常時よりも大きく上昇させて、次の大当たりを誘発する機能。続ければ続くほど打ち手の持ち球が増えていく事になる。詳しくはリンク先参照。
擬似連続演出（疑似連）
1回の変動で数回変動しているように見せる予告のこと。変動が続けば続くほど信頼度が高くなる傾向がある。2004年から2008年3月までは内規で連続演出（保留の数に応じて複数の変動で演出を連続させる手法）が禁止されていたこともあり、疑似連が頻繁に用いられた。連続演出が解禁された現在でも、大半の機種は疑似連を用いている。
激アツ
詳しくはリンク先参照。
交換率
遊技客側から言う「交換率」とは一般的に（換金性のある）特殊景品と交換する際の価値を指す。
景品買取所で換金した場合の価値を「100円あたり玉何個必要か?」という表現をする。
例1 25玉交換 = 特殊景品100円分は玉25個で交換できる = 4.00円/1玉の価値（この状態を「等価交換」と呼ぶ）。
例2 28玉交換 = 特殊景品100円分は玉28個で交換できる = 3.57円/1玉の価値。
貸し玉料金は「玉1個=4円」と規定されているが、景品と交換する際の価値は、警察の見解として「等価交換」とされている。
景品として交換される品物の人気としては、特殊景品が95%以上にのぼることから、遊技客側からみた「玉1個の価値」は「買取所での買取価格を基に計算する」のが常識となっている。
小当たり
大当たり以外でアタッカーが開放する契機。ガセ演出で確率変動と見せかけて大当たりの期待があるモード等に移行させ、確率などはそのまま、等に用いられることが多い演出の一部。

## さ行
CR機
プリペイドカードを使用したパチンコ機。詳しくはリンク先参照。
時間短縮（時短、サブデジタルの短縮）
大当たり終了後、強力なデジタル変動の短縮と電チューサポートを組み合わせて持ち玉を減らさずに効率よく回転させる機能。又は保留玉が貯まった時に特別図柄（メインデジタル）の変動時間を通常よりも短縮して時間効率を高める機能。詳しくはリンク先参照。
ジェットカウンター
獲得した出玉を計数する機器（計数機）のこと。シマの中央にあったり、両端にあったり、小規模な店舗では景品カウンターにあったり、店舗によっては台ごとに備えられている場合もある（足元にドル箱を積み上げることがない。賞球数はICカードなどで記録）など、存在する位置はさまざまである。
セーフ穴
入賞口のこと。ここにパチンコ玉が入ると15個以内の規定数の入賞球を獲得することができる。
潜伏確変
パチンコにおいて、確率変動の大当たりをしたにも関わらず、その告知がなく、また電チューのサポートもなく見た目が通常時とほぼ同じように見える状態のこと。潜確（せんかく）と略されることもある。

## た行
抱き合わせ販売
人気機種を導入する際に人気のない機種を合わせてセットで売る方法。1990年代のCR機導入までは、かなり頻繁に行われたが、最近は少数導入が増えたためこの販売方法は減少している。
図柄
パチンコで液晶やドットに表示される数字や絵柄のこと。基本的に、同じ数字や同じ絵柄が一列に3つ揃えば大当たりとなる。
確変図柄
大当たり終了後、確率変動に入る図柄のこと。基本的に、赤色の数字が該当する。
通常図柄
確変機能を持つ種類のパチンコ台で非確変図柄や時短モードを持つ種類のパチンコ台における非時短図柄のこと。大当たりの次に大当たりが続かない場合の確率が高い図柄のこと。基本的に、青色の数字が該当する。
電動チューリップ/電チュー
玉が入ると開いて次の入賞を容易にする役物がチューリップのように見えるのでチューリップと呼ばれる。電チューは玉が特定の穴やゲートを通ると電動で一定時間開いて閉じるチューリップのことを指す。
長方形で、チューリップの形状をしていなくても電チューと表記される場合もある。
チャッカー
パチンコ玉が入る穴や通過する通過口のこと。賞球があったり、小デジタルが回転したり、電チューが開いたりする。 
スタートチャッカー
デジタル（メインデジタル）を回転させるためのチャッカーのこと。場所を特定せずに「スタートチャッカー」と言う場合にはメインデジタルを回すチャッカーのことを言い、別名がヘソまたは始動口と言う。
スルーチャッカー/通過チャッカー
賞球が無いチャッカーで小デジタルを回転させたり、電チューを一瞬だけ開かせたりする役目を持つ。“チャッカー”を省略して「スルー」と呼ぶことも多い。デジパチタイプにおいて「スルー」と言えば、大抵は小デジタルのスタートチャッカーを指す。
チャンスボタン
より楽しく遊技してもらう事を目的として用意された押しボタン式のスイッチ等。詳細はリンク先を参照。
デジタル
数字や絵柄を表示する部品のこと。メインデジタル、小デジタルとラッキーナンバー用の小デジタルのものがある。しかし、一般的に「デジタル」と言えばメインデジタルのことを指す。
メインデジタル
数字や絵柄を表示する部品の中でも１番大きい部品のこと。デジパチタイプなどのパチンコで最も目立つ位置にある演出表示装置。そこでリーチ、大当り、ハズレを表示する。最近は液晶画面が多い。
サブデジタル
小デジタルやラッキーナンバーデジタルなどの大当たりやハズレとは直接関係のないデジタルの総称。
小デジタル/ミニデジタル
電チューが開放するか否かの表示などを行なう小さいランプ。「小デジ」と略すことも多い。
天釘
パチンコ台中央に平行に並んでいる4本から5本の釘の名称。最近は巨大役モノの登場もあり、天釘のないパチンコ台も多い。
等価交換
1. （遊技者の立場として）貸玉の金額と玉を交換して得られる金額が同じであること。但し、警察からの指導により、大阪府では2011年頃から等価交換する店舗がなくなったほか、東京都でも2015年11月2日以降は等価交換を取り止めるようになった[2]など、等価交換できる店舗の数は急速に減らしている。
例：4円貸しの店で10000円分の玉（2500玉）を借り、遊技の結果残った同数の玉を交換した場合、等価交換ならば同額となる10000円相当の特殊景品と交換できる。
2. （店舗の立場として）景品の交換にあたって、玉の総量の価値と等しい景品を提供すること。風適法施行規則に定めがあり、これに反した行為（4円貸しと1円貸しで交換比率が異なるなど）は違反行為となる。

ドル箱
大当たりで得られた賞球やメダルを入れておく器のこと。

## な行
内規
パチンコメーカーの組合（日本遊技機工業組合）内での取り決めのことで、パチンコ機製作の基準となる。パチンコ機はこの内規に沿って製作されるが、内規は時々改正される。例えばパチンコの大当たり確率の分母は、法令では「500未満」となっているが、現在の内規では「320未満」となっている。
新内規
パチンコの各メーカー内での新しい機械基準のこと。
7セグ
デジパチで使用される内部の抽選結果（確変大当たり・通常大当たりなど）を表示するランプの事。一般的には、光る小さい７本の電飾棒（セグメント）が8の字型に配置されており、それらが点灯・消灯することにより0 - 9の数字等を表示する。近年では、団子形や花びら形などの機種もある。
入賞
パチンコにおいてパチンコ玉の払い出しがあるチャッカーや役物に打ったパチンコ玉が入ること。
入賞口
常に入賞する可能性のあるパチンコ玉の入る穴のこと。別名がセーフ穴という。盤面の左右にある電飾役物またはサイドランプのチャッカーやデジパチの始動口のこと。
始動入賞口/始動口
一般的に「ヘソ」と呼ばれる。盤面中央部分に位置している事が多いパチンコ玉が入る穴のこと。スタートチャッカーや始動口とも呼ばれる。そこにパチンコ玉が入る事により瞬時に確率計算された抽選が行われる。抽選結果は演出により遊技者へ告知されるが抽選直後とは限らない。特に抽選結果が当選の場合、抽選結果は保留玉が消化されたように演出された後、告知される。
大入賞口
パチンコ台で大当たり時に開く電動役物の法律上の名称のこと。だいにゅうしょうこうと読む。羽根物なら羽根を指し、デジパチや権利物ならアタッカーのことを指す。特定の条件や状態の時のみ開放し入賞可能な入賞口のこと。
特入賞口
権利物つまり超特別電動役物遊技機に付いている入賞口のこと。この特入賞口で大当たりをすると一定の条件で役物が開く。

## は行

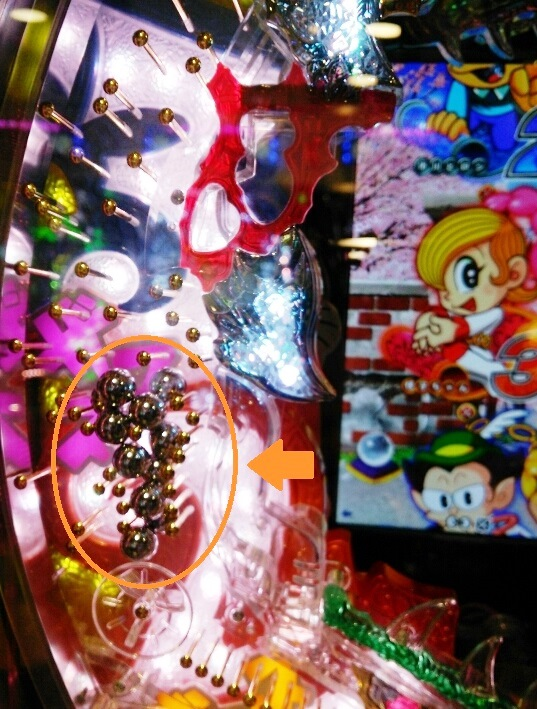
ブドウ（円で囲った箇所）

ハイエナ
攻略法を知っている客が、他の客が打っている台に目をつけて、その客があきらめて台を空けるのを待つこと。詳しくはリンク先参照。
ハカマ
パチンコの釘状態の一種。男性の履いている袴に似ていることから由来。主に羽根モノの1チャッカーの上に風車とセットで設置されている。
羽根モノ
1980年に登場したチャッカーに入ることによって羽根型の役ものが開閉し入賞スペースができる遊技機。ほとんどの機種が飛行機や鳥の羽根に見立てていることから羽根モノと呼ばれる。
ハマリ
デジタルを回してもなかなか大当たりが来ないこと。語源は「深みにはまる」から。
パンク
羽根モノやデジパチにおいて大当たりが完走せず途中で終わってしまうこと。詳しくはリンク先参照。
普通機（平台）
入賞口とチューリップの開閉のみで出玉を増やす台の総称。羽根モノや、フィーバーが導入される前の主力機種だが、いまでも設置しているホールはある。詳しくはリンク先参照。
フィーバー
1980年に登場した絵柄が揃うと大当たりになる台の名称。名前は登場した前年に上映された映画サタデーナイトフィーバーが語源。現在はただ単に大当り状態のことを指すこともある。ただ、この『フィーバー』は三共の登録商標であり、大当りした時に「フィーバー!!」と叫ぶのは三共、ビスティの機種のみである。
ブドウ
遊技機に打ち込まれた釘と釘の間に玉が挟まり動かなくなったところに、次々と放たれた玉が上から被さっていき、終いには台の中で玉が一塊りになって詰まってしまうこと。この玉の塊がブドウのように見えることから、こう呼ばれる。玉の重みで自然と崩れることもあるが、通常は店員を呼んで取り除いてもらう。めったにできるものではないが、ブドウができた場所によっては、スルー釘やヘソに繋がって入賞しやすくなることがある（ただし、ブドウを作って入賞させる行為は不正行為と見なされる）。
ブッコミ
天釘の脇から斜めに配置された釘の隙間のこと。玉を打ち出す時の目標のひとつ。語源は「（玉を）ブチ込む」ことから。
フルスペック
その時点での内規の規定された制限の限界間際まで設計された機種のこと。現在完全なフルスペックの機種を作ると実射試験でほぼ不合格になる。時代によって、その内容は変化する。
1. CR機中期においては、確変割合1/3、確変図柄での大当たり後通常図柄が2回連続で当たるまで継続（2回ループ）の機種。CR大工の源さん（初代）など。現在このような機種を作ることはできない。1回ループ（確変割合1/2、1回継続）の機種と対比して使った。
2. 2000年頃から2004年の規則改定までの頃は、すべての通常大当たり終了後に時短が付く機種。高確率状態での通常大当たりにのみ時短が付く機種（ハーフスペック）と対比して使った。
3. 2004年の規則改定以降、2015年10月までにホールに設置された機種において、大当たり確率が内規の下限（当初500分の1 → のち400分の1）近辺になっている機種。大当たり確率が300分の1前後になっている機種（ミドルタイプ）と対比して使うが、近年は「MAXタイプ」の表現がよく使われる。
4. 2015年11月以降にホールに設置する機種においては、射幸性を抑えるため大当たり確率の下限が320分の1に引き上げられた。したがって現在は、大当たり確率の分母が300台の機種が「フルスペック」となるが、2016年12月で旧基準のフルスペック機が全て撤去された後も、現状では「ミドルタイプ」と呼ばれることが多い。

プレミア
大当たりがほぼ確定する演出のこと。
変動
デジタル式のパチンコでパチンコ玉がスタートチャッカーに入賞することで図柄が動き変わること。また図柄が動き始めてから停止するまでのこと。

## ま行
正村ゲージ
パチンコ台のゲージ構成。正村商会の正村竹一が、1948年頃に考案、パチンコの原点ともいえるゲージ。考案者の正村が特許を取得しなかったことから現在のパチンコ産業が確立されたという声もある。詳しくはリンク先参照。
ミドルタイプ
大当たり確率が300分の1前後の機種。2015年11月以降にホールに設置する機種においては「フルスペック」となるが、旧基準のフルスペックタイプの機種と対比するために現在でも「ミドルタイプ」と呼ばれることが多い。詳しくはフルスペックを参照。
モーニング
遊技台の電源を投入すると一定の確率、又は意図的なセットで内部乱数が連チャンゾーンからスタートし、ホールの朝一から「連チャン」が起きる仕組み。現在は禁止されている。詳しくはリンク先参照。
右打ち
ハンドルをフルスロットル状態にし、打ち出した玉が盤面右側に着弾するように打つこと。

## や行
遊パチ
デジパチタイプの機種で出玉が少ない代わりに大当たり確率を上げた台や、羽根モノタイプの機種といった、手軽に遊べる台の総称。通常、機種名の頭に「A」と表記される。中にはフルスペックやミドルスペックで発売した時より人気が出る機種も存在する。メーカーによっては、『デジハネ』、『甘デジ』と呼ばれる。詳しくはリンク先参照。
予告
パチンコで大当たりへの期待値を持たせる演出のこと。保留、回転時、リーチ後等に起こりやすい。有名な物として海物語シリーズの魚群予告がある
役物（役モノ）
1. 入賞口等の出玉を得る手段の総称。法律用語としての使用が多く、一般にはあまり用いられない。
2. 羽根モノなどでパチンコ玉の動きを左右するための仕掛けのこと。それが転じてパチンコ台における仕掛け全般という意味になり、さらに派生して台の演出で動いたり光ったりする道具及び機械の仕掛けのことを言う。1.との混同を防ぐためこちらに「役モノ」の表記をあてることが多い。
3. 画面にせり出て動く仕掛け部分。

## ら行
ライトミドルタイプ
大当たり確率が200分の1前後になっている機種。大当たり確率が300分の1前後になっている機種（ミドルタイプ）と、大当たり確率が100分の1前後になっている機種（甘デジ）の中間あたりのスペックである。CRフィーバー戦姫絶唱シンフォギアの大ヒットにより、近年は1種2種混合タイプの機種が主流となっており、別名「シンフォギアスペック」の表現がよく使われる。
ラッキーナンバー制度
ある絵柄で大当たりすると持ち球で遊技が可能になったり商品がもらえること。1980年代から90年代のパチンコ店で用いられた制度。例としてCR機での確変絵柄の大当たりは連続遊技OK。単独絵柄は一回交換といった具合で行われていた。しかし、現在はスペック等の変化や大当たり時の出玉の減少でほとんどの店舗で無制限営業となっておりラッキーナンバー制度を行っている店は皆無である。
連荘（連チャン）
大当たり終了後、持ち玉が減りにくい状態（普通電動役物の頻繁な開放によるスタート入賞のサポート、いわゆる電チューサポートが働いている状態）で大当たりに当選すること。偶然早い回転数で引いた場合はこう呼ばないことが多い。語源は麻雀の「連荘」から。
リーチ

ダブルリーチ
画面上のリールがあと一つ揃えば大当たりとなる演出のうち、麻雀のリーチでいう「待ち」が2つある状態のこと。麻雀の「ダブルリーチ」とは意味合いが異なる。なお「待ち」が3つあれば「トリプルリーチ」となる。

## わ行
ワープルート
台の中にある盤面の上部から主にスタートチャッカー周辺へ導かれているパチンコ玉の専用のルートのこと。通常メインデジタルの上側やメインデジタル脇に入口があり、メインデジタルの下側に出口がある場合が多い。最初に取り入れたのは1989年、西陣のファンキーセブンである。
割数
ホール側から見た出玉率のこと。ホールコンピュータにより1台ごとの出玉率は瞬時に演算されて、この割数と交換率の組み合わせによってホール側と遊技客の儲けが分かる仕組み。営業割数と機械割数の2種類がある。